# دانشمند محاسباتی
دانشمند محاسباتی شخصی است که در زمینهٔ علم محاسبه دارای مهارت می‌باشد. این فرد معمولاً یک دانشمند، مهندس یا یک فرد متخصص در زمینه ریاضیات می‌باشد که با استفاده از دانش رایانه‌ای در زمینه‌های فیزیک، شیمی یا مهندسی فعالیت می‌کند. علوم رایانه در علم اقتصاد، زیست‌شناسی و درمان نیز مورد استفاده قرار می‌گیرد.